# Julius Kühn (Handballspieler)
Julius Kühn (* 1. April 1993 in Duisburg) ist ein deutscher Handballspieler. Der linke Rückraumspieler spielt für den griechischen Erstligisten AEK Athen.

## Karriere

### Verein
Kühn begann seine Handballkarriere 1999 beim TV Aldekerk. 2008 wechselte er in den Nachwuchs der HSG Düsseldorf, mit deren A-Jugend er 2010 deutscher A-Jugendmeister wurde. Bereits in der Saison 2010/11 kam er zu vier Einsätzen in der ersten Mannschaft der HSG. Nachdem der Rückraumspieler in der Hinrunde der Saison 2011/12 eine feste Größe im Düsseldorfer Zweitligateam war, wechselte er im Januar 2012 zum TUSEM Essen, wo er sowohl in der ersten Mannschaft als auch in der A-Jugend zum Einsatz kam. Am Ende der Spielzeit stieg er mit dem TUSEM in die Bundesliga auf. Zur Saison 2014/15 wechselte er zum Bundesligisten VfL Gummersbach, wo er einen Vertrag bis 2016 erhielt. Dieser wurde anschließend um zwei weitere Jahre verlängert. Im Sommer 2017 verließ er den VfL vorzeitig zur MT Melsungen. Am 4. März 2021 erzielte er im Spiel gegen den HC Erlangen seinen 1000. Bundesliga-Treffer. Insgesamt warf er 211 Saisontore, womit er bester Feldtorschütze und Siebter der Torschützenliste wurde.
Nach der Saison 2023/24 verließ er die MT Melsungen und wechselte zum Bundesliga-Aufsteiger SG BBM Bietigheim. Nach dem sofortigen Wiederabstieg schloss er sich dem griechischen Erstligisten AEK Athen an.

### Nationalmannschaft
Kühn war Mitglied der deutschen U18-Nationalmannschaft bei der Europameisterschaft 2010 in Montenegro. Bei der U19-Weltmeisterschaft belegte er in der Gesamt-Torschützenliste einen Platz in den Top 10 und wurde mit Deutschland Siebter. Seit 2011 gehört er zum Kader der U20-Nationalmannschaft, mit der er 2011 die Weltmeisterschaft in Argentinien und 2012 die Europameisterschaft in der Türkei absolvierte. Am 9. September 2014 berief Bundestrainer Dagur Sigurðsson Kühn in den erweiterten Kader der deutschen Nationalmannschaft. Am 20. September 2014 debütierte er in Göppingen im Testspiel gegen die Schweiz. Bei der Europameisterschaft 2016 in Polen wurde er nach einer Verletzung von Christian Dissinger zum letzten Spiel der Hauptrunde nachnominiert, und gewann mit der Mannschaft am 31. Januar 2016 mit einem 24:17-Sieg über Spanien bei seinem erst fünften Länderspiel den Titel. Bei den Olympischen Spielen 2016 in Rio de Janeiro gewann er mit dem deutschen Team die Bronzemedaille. Für diesen Erfolg wurde er am 1. November 2016 mit dem Silbernen Lorbeerblatt ausgezeichnet. Zur Europameisterschaft 2018 wurde er von Bundestrainer Christian Prokop in den 20er-Kader berufen, der die Vorbereitung bestreitet. Am 7. Januar wurde er in den endgültigen 16er-Kader berufen und nahm damit an der EM 2018 teil. Bei der EM 2020 war er Stammspieler und wurde im Spiel um Platz 5 zum „Man of the Match“ gewählt. Mit der deutschen Auswahl nahm er an den Olympischen Spielen in Tokio teil.
Er stand im Kader der deutschen Nationalmannschaft für die Europameisterschaft 2022. Nachdem er sechs Tore im ersten Gruppenspiel gegen Belarus erzielt hatte, beendete ein positiver COVID-19-Test das Turnier für ihn.

## Karrierebilanz
| Saison    | Verein                     | Spielklasse   | Spiele | Tore | 7-Meter | Feldtore |
| --------- | -------------------------- | ------------- | ------ | ---- | ------- | -------- |
| 2011/12   | HSG Düsseldorf/TUSEM Essen | 2. Bundesliga | 38     | 105  | 1       | 104      |
| 2012/13   | TUSEM Essen                | Bundesliga    | 34     | 73   | 0       | 73       |
| 2013/14   | TUSEM Essen                | 2. Bundesliga | 27     | 133  | 0       | 133      |
| 2014/15   | VfL Gummersbach            | Bundesliga    | 36     | 113  | 0       | 113      |
| 2015/16   | VfL Gummersbach            | Bundesliga    | 32     | 161  | 5       | 156      |
| 2016/17   | VfL Gummersbach            | Bundesliga    | 26     | 166  | 39      | 127      |
| 2017/18   | MT Melsungen               | Bundesliga    | 33     | 224  | 9       | 215      |
| 2018/19   | MT Melsungen               | Bundesliga    | 10     | 62   | 0       | 62       |
| 2019/20   | MT Melsungen               | Bundesliga    | 26     | 107  | 0       | 107      |
| 2020/21   | MT Melsungen               | Bundesliga    | 38     | 211  | 0       | 211      |
| 2021/22   | MT Melsungen               | Bundesliga    | 34     | 157  | 1       | 156      |
| 2022/23   | MT Melsungen               | Bundesliga    | 21     | 40   | 0       | 40       |
| 2023/24   | MT Melsungen               | Bundesliga    | 34     | 60   | 0       | 60       |
| 2024/25   | SG BBM Bietigheim          | Bundesliga    | 33     | 62   | 0       | 62       |
| 2011–2014 | 2. Handball-Bundesliga     | gesamt        | 65     | 238  | 1       | 237      |
| 2012–2025 | Handball-Bundesliga        | gesamt        | 357    | 1436 | 54      | 1382     |
| 2011–2025 | gesamt                     | Karriere      | 422    | 1674 | 55      | 1619     |

Quelle: Spielerprofil bei der Handball-Bundesliga

## Sonstiges
Kühn ist verwandt mit der deutschen Handballspielerin Dana Bleckmann.